# François Sarhan

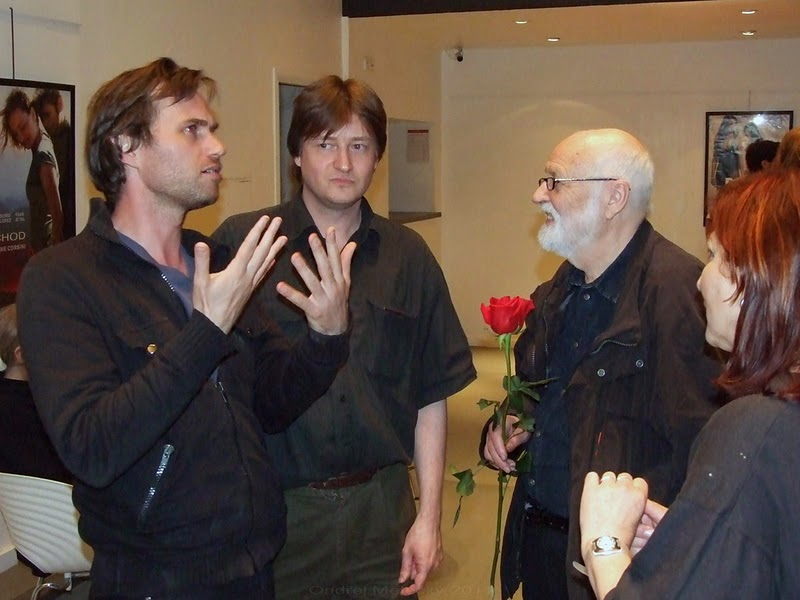
François Sarhan (li.) und Jan Švankmajer (re.) in Prag

François Sarhan (* 30. September 1972 in Rouen) ist ein französischer Komponist der Neuen Musik und Gründer des Musiktheaterkollektivs CRwTH.

## Leben und Werk
Sarhan studierte Cello am Conservatoire National de Région de Boulogne-Billancourt, Musiktheorie und Musikästhetik am Conservatoire de Paris, Poetik an der École des Hautes Études en Sciences Sociales und nahm an Kursen des IRCAM teil. Ab 1999 lehrte François Sarhan an der Université Marc Bloch in Straßburg, von 1998 bis 2002 auch am IRCAM.
Zu seinen Werken gehören Opern, Kammermusik und Solowerke. Mit dem 2000 gegründeten internationalen Musiktheaterkollektiv CRwTH (benannt nach dem walisischen Saiteninstrument Crwth) erarbeitete Sarhan als Komponist, Regisseur und Interpret Aufführungen seiner und fremder Werke, die auch Sprechtheater, Tanz und neue Medien einschließen.
Kompositionen Sarhans wurden u. a. bei den Donaueschinger Musiktagen, dem Berliner Festival MaerzMusik, beim Festival d’Aix-en-Provence, bei der Ars Musica Brüssel, beim Festival Musica Strasbourg, beim Brighton Festival und bei den Bregenzer Festspielen gespielt.
Sarhan unterrichtete am IRCAM-Institut Paris von 1998 bis 2002, ab 1999 auch an der Marc Bloch Universität in Straßburg. Seit 2015 unterrichtet er Komposition an der Universität der Künste in Berlin und gelegentlich an der Musikhochschule in Dresden.
Er schrieb das Buch „History of Music“ (2002) und ist Initiator des Künstlerkollektivs CRWTH, das Multimediale Projekte seit 2000 schafft und aufführt.
Aktuelle Projekte sind der Film und die Musiktheaterproduktion „Lachez tout ! (Enough Already!)“, produziert von LOD (Gent) mit dem Red Note Ensemble, außerdem wurde eine Zusammenstellung von Texten aus seiner Enzyklopädie von dem Verlag JM Place veröffentlicht und eine große Ausstellung von Chambord Castle in Frankreich organisiert.
Letzte Arbeiten waren u. a. die Produktion „la philosophie dans le boudoir“ mit dem Ensemble „Neue Vokalsolisten Stuttgart“. 2017 bis 2018 erarbeitet er die Produktion „The Suitcase – Verloren in Moers“ im Rahmen des Fonds Experimentelles Musiktheater am Schlosstheater Moers.

## Werke (Auswahl)
- Kyrielle du Sentiment des Choses, Kammeroper, 2002–2003
- Bobok Cycle, Werke für Streichquartett u. a. kammermusikalische Besetzungen, 2002–2006
- Les Articulations de la Reine, Musiktheater, 2004
- a King, Lear, Kammeroper, 2006–2010
- L'Nfer, un point de détail für Instrumente, Elektronik und einen Erzähler, 2006
- The name of the song für Instrumente, Elektronik und einen Erzähler, 2007
- Lear Summaries für Solostimmen, 2006–2008
- Testimony für 20 Musiker, 2007
- Home Work. A ritual for 6 musicians, Musiktheater, 2008–2011
- La Philosophie dans le Boudoir, Musik Theater, 2015
- The Suitcase, theater, 2017–2018
- Éphémère Enchainé, Musiktheater, 2000–2019

## Schriften
- Introduction á l’histoire de la musique en Occident, de l'Antiquité à nos jours. Flammarion, Paris, 2004, ISBN 2-08-011297-X